# T-Minus
Tyler Williams (Ajax, Ontário, 25 de fevereiro de 1988) é um produtor musical e compositor de hip hop canadense. Ele produziu para artistas como Kendrick Lamar, Copenhanni, T.I., Ciara, Nicki Minaj, Plies, Ludacris, LeToya Luckett, Birdman, Lil Wayne, Wale e Drake, August Rigo, Diggy Simmons e Slaughterhouse entre outros. Ele ganhou "Top Producer" no BMI Urban Awards de 2012. Ele também é assinou com a gravadora October's Very Own do rapper Drake, juntamente com Noah "40" Shebib.